# Para olvidarte de mí
Para Olvidarte de Mí é o sexto e último álbum de estúdio do grupo mexicano RBD, publicado em 10 de março de 2009 no México e mundialmente em 29 de março de 2009 pela gravadora EMI Music sob o selo da Capitol Records.
Para divulgar o álbum, foi lançado apenas um single em 26 de janeiro de 2009, que leva o mesmo título do álbum. O video musical da canção foi uma compilação de imagens dos vídeos musicais e apresentações do grupo ao longo de sua carreira.
Após alguns anos fora de catálogo, o álbum voltou a ser recolocado nas plataformas digitais em 3 de setembro de 2020 e uma edição física limitada do álbum foi colocada a venda em 27 de novembro de 2020 pela Universal Music. Em março de 2023, a gravadora Universal Music anunciou a pré-venda de uma edição limitada em vinil para o dia 16 de março de mesmo ano, sendo a primeira vez na qual seria editado no formato.

## Produção e lançamento
Logo após 5 álbuns de estúdio, 4 álbuns ao vivo, 3 turnês mundias e mais de 15 milhões de álbuns vendidos, o RBD anunciou o fim em 15 de agosto de 2008. Para se despedir melhor de seus fãs o grupo iniciou em outubro de 2008, a gravação de um disco de despedida. A integrante Maite Perroni informou durante uma entrevista que a gravação do álbum havia concluído em novembro do mesmo ano. 
Foi gravado na Cidade do México, sob a produção de Armando Ávila, Carlos Lara e MachoPsych. O álbum é uma edição limitada, já que só foram disponibilizadas 40 mil cópias em cada país. Em 10 de março de 2009, foi realizada uma coletiva de imprensa onde o álbum foi lançado oficialmente no México, sem a presença do integrante Alfonso Herrera, que estava gravando o longa-metragem Venezzia (2009) na Venezuela. 
Igual ao disco anterior, nesse disco Dulce María é a co-autora de dois dos trezes temas incluídos, "Más Tuya Que Mía", que fala sobre o término de uma relação e "Lágrimas Perdidas", que gira em torno da esperança de voltar a começar depois de ter sofrido uma desilusão. 

## Recepção crítica
| Críticas profissionais | Críticas profissionais |
| Avaliações da crítica  | Avaliações da crítica  |
| Fonte                  | Avaliação              |
| ---------------------- | ---------------------- |
| AllMusic               | [ 12 ]                 |

Pelo portal All Music, o álbum recebeu uma crítica de ranking de duas estrelas, sendo assim, uma classificação negativa. O portal justificou a classificação por o álbum não ser tão marcante para nível mundial, como o grupo mexicano RBD já estava acostumado. Contendo assim, gêneros musicais de raízes mais latinas, o portal também diz que se talvez se tivesse mais divulgação, e o álbum tivesse sido lançado mais cedo, poderia ter mais êxito, mas a produção limitou-se a uma base de fãs reduzida.

## Lista de faixas
| N.º            | Título                     | Compositor(es)                                             | Produtor(es)                   | Duração |  |
| 1.             | "Camino Al Sol"            | Debi Nova Martin "Doc" McKinney                            | Carlos Lara Gustavo Borner [a] | 3:56    |  |
| 2.             | "Mírame"                   | Cachorro López Sebastián Schon                             | Lara Borner [a]                | 3:41    |  |
| 3.             | "Para Olvidarte de Mí"     | Lara Pedro Muñoz Romero                                    | Lara Borner [a]                | 3:20    |  |
| 4.             | "¿Quién Te Crees?"         | Nate Campany Jodi Marr MachoPsycho Tami Rodríguez          | MachoPsycho                    | 3:04    |  |
| 5.             | "Esté Donde Esté"          | Armando Ávila                                              | Ávila                          | 3:35    |  |
| 6.             | "Más Tuya Que Mía"         | Dulce María Felipe Díaz                                    | Ávila                          | 3:40    |  |
| 7.             | "Hace Un Instante"         | Lara                                                       | Lara Borner [a]                | 3:42    |  |
| 8.             | "Desapareció"              | Yoel Henríquez Rafael Esparza Ávila Sheppard Solomon       | Ávila                          | 3:19    |  |
| 9.             | "Olvidar"                  | Juan Carlos Soto Patric Sarin Jukka Immonen                | Lara Borner [a]                | 2:58    |  |
| 10.            | "Yo Vivo Por Ti"           | MachoPsycho Campany Marr                                   | MachoPsycho                    | 3:23    |  |
| 11.            | "Lágrimas Perdidas"        | Ávila María                                                | Ávila                          | 3:35    |  |
| 12.            | "Puedes Ver Pero No Tocar" | Robin Jenssen Nermin Harambasic Anne Wiik Ronny Vidar Lara | Ávila                          | 3:12    |  |
| 13.            | "Adiós"                    | Ávila                                                      | Ávila                          | 3:36    |  |
| Duração total: | Duração total:             | Duração total:                                             | Duração total:                 | 45:19   |  |

Notas
- ↑[a]  significa co-produção

### Músicas descartadas
- "Naci Para Amarte" é uma música composta pelo produtor musical da banda, Guido Laris e que supostamente teria sido retirada do repertório oficial do último álbum. É interpretada somente pelos integrantes Maite Perroni e Christopher von Uckermann.[14]
- "Sal de Mi Piel" é uma canção composta pela cantora Belinda para o último álbum do RBD, porém foi recusada pois já haviam sido selecionadas as músicas do repertório.[15] Cogitou-se que a integrante Dulce María iria gravar em seu primeiro álbum solo, mas acabou sendo gravada pela própria Belinda, e está presente em seu terceiro álbum Carpe Diem (2010) e também é tema de abertura da novela Camaleones (2009), protagonizada por Belinda e Alfonso Herrera.[15]
- "Llevame" foi uma música de despedida escrita por Dulce María e Alfonso Herrera, porém não foi aprovada para entrar no disco. Dulce, então, a gravou e disponibilizou em seu canal do Youtube com um vídeo-homenagem feito por fãs.[14]

## Desempenho nas paradas musicais
| País/Parada (2009-2010)           | Melhor posição |
| --------------------------------- | -------------- |
| Argentina (CAPIF)                 | 10             |
| Espanha (PROMUSICAE)              | 17             |
| Estados Unidos (Billboard 200)    | 197            |
| Estados Unidos (Latin Albums)     | 6              |
| Estados Unidos (Latin Pop Albums) | 3              |
| México (AMPROFON)                 | 3              |

## Histórico de lançamento
| Região         | Data                | Formato             | Gravadora |
| -------------- | ------------------- | ------------------- | --------- |
| Mexico         | 10 de março de 2009 | CD download digital | EMI       |
| Espanha        | 17 de março de 2009 | CD download digital | EMI       |
| Brasil         | 23 de março de 2009 | CD download digital | EMI       |
| Estados Unidos | 24 de março de 2009 | CD download digital | EMI       |
| Equador        | 7 de abril de 2009  | CD download digital | EMI       |
| Colômbia       | 20 de abril de 2009 | CD download digital | EMI       |
| Venezuela      | 11 de maio de 2009  | CD download digital | EMI       |
| México         | 16 de março de 2023 | LP                  | Universal |
| Brasil         | 16 de março de 2023 | LP                  | Universal |

## Créditos
Lista-se abaixo os profissionais envolvidos na elaboração de Para Olvidarte de Mí, adaptado do portal MSN Music.
- Alfonso Herrera – vocal principal
- Anahí – vocal principal
- Christian Chávez – vocal principal
- Christopher von Uckermann – vocal principal
- Dulce María – vocal principal, compositora
- Maite Perroni – vocal principal
- Anne Judith Wik – compositora
- Armando Ávila – compositor, produtor, vocal de apoio, mixagem, programação, guitarra, teclado
- Cachorro Lopéz – compositor
- Carlos Lara – compositor, produtor
- Daniel Borner – coordenador de programação
- Debi Nova – compositora
- Dorian Crozier – engenharia acústica
- Emilio Ávila – produtor
- Felipe Diaz – compositor
- Fernando Grediaga – A&R
- Gustavo Borner – produtor, mixagem, programação
- Gregg Bissonette – bateria
- Ivan Machorro – programação
- Isaac Hasson – sintetizador
- Jason Coons – sintetizador
- Jodi Marr – compositor
- Jon McLaughlin – sintetizador
- John Fields – percussão
- John Gilutin – teclado
- Juan Carlos Moguel – vocal de apoio, mixagem
- Justin Moshkevich – programação
- Juan Carlos Perez-Soto – compositor
- Juha Immonen – compositor
- Jukka Immonen – compositor
- Ken Chastain – percussão
- MachoPsycho – compositor
- Martin "Doc" McKinney – compositor
- Nate Campany – compositora
- Nermin Harambasic – compositor
- Patric Sarin – compositor
- Pedro Damián – produtor executivo
- Pedro Munozm Romero – compositor
- Rafael Esparza-Ruiz – compositor
- Robin Jenssen – compositor
- Ronny Vidar – compositor
- Ruy Folguera – programação, teclado
- Sebastián Schon – compositor
- Sheppard Solomon – compositor
- Simon Sampath-Kumar – engenharia acústica
- SuperSpy – engenharia acústica
- Tami Rodriguez – compositora
- Tommy Barbarella – sintetizador
- Yoel Henríquez – compositor
- Will Owsley – sintetizador